# Lough Mahon
Lough Mahon är en vik i republiken Irland.   Den ligger i grevskapet County Cork och provinsen Munster, i den södra delen av landet, 220 km sydväst om huvudstaden Dublin.